# Coilia brachygnathus
Coilia brachygnathus är en fiskart som beskrevs av Kreyenberg och Pappenheim, 1908. Coilia brachygnathus ingår i släktet Coilia och familjen Engraulidae. Inga underarter finns listade i Catalogue of Life.